# Cartilago corniculata

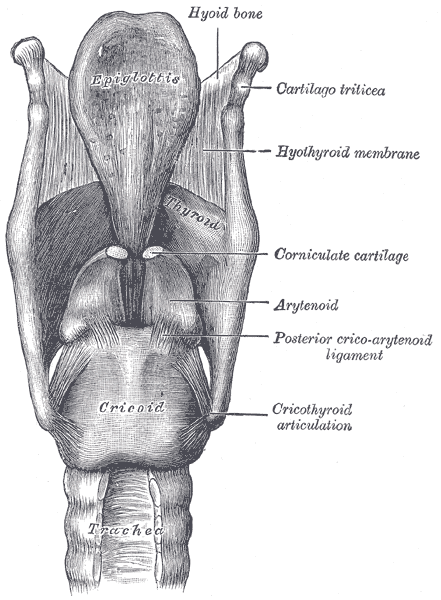
Kehlkopf des Menschen, die Spitzenknorpel (Corniculate cartilage) liegen in der Bildmitte.

Die Cartilago corniculata  (Spitzenknorpel, Hörnchenknorpel oder Santorini-Knorpel) ist ein kleiner Knorpel an der Spitze des Stellknorpels. Er liegt in der Falte zwischen Stellknorpel und Kehldeckel (Plica aryepiglottica). Die Cartilago corniculata besteht aus elastischem Knorpel. Bei der Laryngoskopie ist der Spitzenknorpel als rundliches Höckerchen (Tuberculum corniculatum) in dieser Falte sichtbar.